# Husein Gradaščević
Husein Gradaščević, známý také jako Husein-kapetan Gradaščević (31. srpna 1802 Gradačac, osmanská říše – 17. srpna 1834 Istanbul, osmanská říše), byl bosenský hraničář a velkostatkář, který bojoval za autonomii země v Osmanské říši (podobně jako ji získalo například svého času Srbsko a později Bulharsko). Za rakousko-uherské okupace Bosny a Hercegoviny v letech 1878–1918 byla úřady prosazována varianta muslimského jména Husejn namísto tradičního Husein, což se odrazilo i na spisech pojednávajících o životě Huseina Gradaščeviće.

## Život
Gradaščević pocházel ze zámožné rodiny velkostatkáře a hraničáře Osman‐kapetana a Meleky, kteří přivedli na svět syny Hamzu (zemřel 1212 po hidžře, 1797/98), Murata (zemřel 1820), Osmana, Muharema (zemřel před 1821), Ibrahima (zemřel 1813), Huseina a Bećira (zemřel 1846/47).
Husein se narodil roku 1802 v severobosenském Gradačci a vyrůstal v neklidném prostředí, které sužovalo tehdejší západní cíp Osmanské říše. Když byl jeho bratr Murat roku 1820 (dříve se soudilo až 1821) otráven na příkaz bosenského valího Dželaludin-paši, Husein stanul v čele gradačacké hraničářské oblasti, kapetanie. Postupem času si získal oblibu jak bosenské veřejnosti, tak vlivných muslimských rodových klanů. Roku 1831 vybrán do čela autonomistického hnutí s centrem v Bosně, které oponovalo tehdejším sultánovým reformám a sledovalo emancipační proces, který se rozvíjel v nedalekém Srbsku. Po uzavření spojenectví s albánskými povstalci ve Skadru Gradaščević napadl jednotky bosenského vezíra nedaleko Travniku, později na Kosově poli porazil vojsko samotného velkovezíra. Úspěšné tažení se ale pro rozpory čelných představitelů začalo postupně rozpadat, stolacký kapetan Ali-aga Rizvanbegović, nejmocnější zeměpán v Hercegovině, se k němu odmítl přidat, načež v rozhodující bitvě u Sarajeva v květnu 1832 se přidal na stranu sultána. Povstalecké vojsko nakonec prohrálo a Gradaščević uprchl do habsburské říše. Následující měsíce strávil v uherském Osijeku a Komárně, zřídkakdy komunikoval s ostatním světem. Poté se objevil také v Bělehradě a nakonec v Istanbulu, kam byl rakouskými úřady nuceně vypovězen. V osmanské metropoli strávil svoje poslední dny. Objevují se spekulace, že byl na přání Porty otráven.

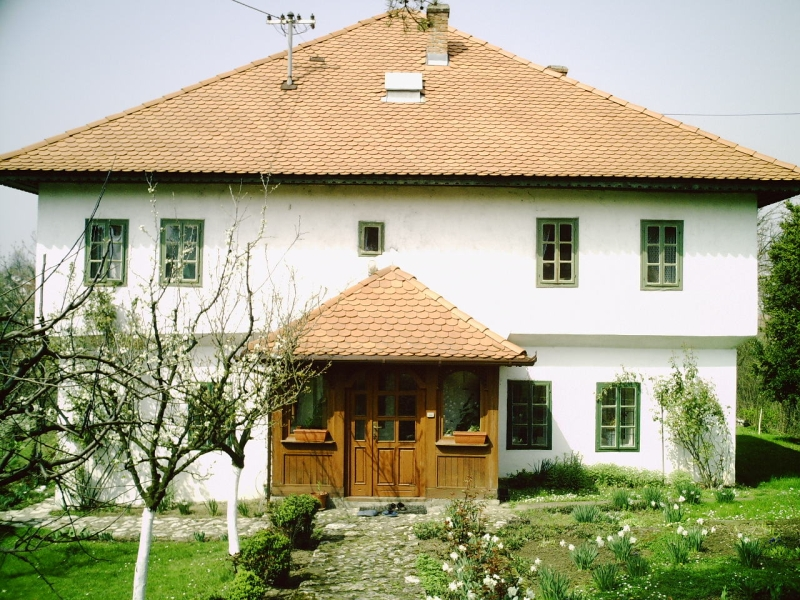
Rodný dům Husein-kapetana Gradaščeviće

Husein se oženil s Hanifou, sestrou derventského kapetana Mahmud‐bega, s níž zplodil syna Muhameda (zemřel 1854) a dceru Šefiku.

## Ohlas v krásné literatuře a historiografii
Životní osudy Huseina Gradaščeviće popsal na konci 19. století chorvatský realista Josip Eugen Tomić ve svém historickém románu Zmaj od Bosne (Drak z Bosny, Záhřeb 1879, 1898, 1935, 1966, 1973, 1978, 1991).
V bosenskohercegovském prostředí se o jeho osudy zajímal historik Hamdija Kreševljaković (Husein kapetan Gradščević, Sarajevo 1931), pedagog Stevan (Stevo) Kaluđerčić (Husein-Kapetan Gradaščević, Sarajevo 1932), prozaik a dramatik Ahmed Muradbegović (drama Husein beg Gradaščević, Sarajevo 1942), prozaik Sadik Šehić (Zmaj od Bosne: Husein-kapetan Gradaščević, Tuzla 1991, rozš. Wuppertal 1994), historik Husnija Kamberović (Husein-kapetan Gradaščević 1802–1834, Gradačac 2002).